# Карпенето (Удине)
Карпенето је насеље у Италији у округу Удине, региону Фурланија-Јулијска крајина.
Према процени из 2011. у насељу је живело 552 становника. Насеље се налази на надморској висини од 66 м.